# سهره گلی دم‌دراز سیبری
سهره گلی دم‌دراز سیبری (نام علمی: Carpodacus sibiricus) گونه‌ای سهره از تیرهٔ سهرگان (Fringillidae) است.
در ژاپن، قزاقستان، کره شمالی، کره جنوبی و روسیه یافت می‌شود. زیستگاه طبیعی آن جنگل‌های معتدل، درختچه‌زارهای نمناک نیمه‌گرمسیری یا گرمسیری و علفزارهای معتدل است.
این یک سرگردان بسیار نادر به اروپا است، اما مانند چندین سهره گلی آسیایی مرتبط، در تجارت پرندگان قفسی به‌طور معقولی رایج است، بنابراین رکوردهای زیادی در رابطه با فرار در نظر گرفته شده است.